# シリンクス (小惑星)
シリンクス (3360 Syrinx) はアポロ群で、公転軌道が火星と交叉する火星横断小惑星である。パロマー山天文台のエレノア・ヘリンとR・スコット・ダンバーによって発見された。
この小惑星は21世紀の間に地球の 40Gm以内（月までの距離の約100倍）に3回近づくと予測されている。2039年に 33 Gm、2070年に 40 Gm、2085年に 24 Gmまで近づく。なお、2012年9月20日には0.4192AU（62.71Gm）まで近づき、17.0等級で観測できると予測されている（11月23日に16等級で観測できるという予測もある）。
ギリシャ神話の川の妖精シュリンクスから命名された。この妖精の名はカール・ニールセンの曲、『パンとシュリンクス』でも知られる。この小惑星は命名されたのが遅く、長い間、名前のない小惑星のうち、小惑星番号の最も小さいものであった。